# Ryukyuøerne
Ryukyuøerne (琉球諸島 Ryūkyū-shotō), på ældre kort Riukiuøerne, mere almindeligt kendt i Japan som Nanseiøerne (南西諸島 Nansei-shotō, bogstaveligt, "Sydvestøerne"), er en kæde af japanske øer, der strækker sig i en bue, sydvest fra Kyushu, den sydligste af de store japanske øer til Taiwan. Ryukyuøerne omfatter Osumi, Tokara, Amami, Okinawa og Sakishima (Miyako og Yaeyama)-øerne, med Yonaguni værende den sydligste. Den største af øerne er Okinawa. Øerne afgrænser det lave Østkinesiske Hav fra det mere dybe Filippinske Hav (Stillehavet) på østsiden.
De nordligste øer tilhører præfekturet Kagoshima, mens de sydlige øer udgør præfekturet Okinawa.
Øerne er hjemsted for de mange ryukyusprog. Disse sprog er talt af de oprindelige indbyggere, og er beslægtet med japansk. De som taler standardjapansk, forstår ikke uden videre disse sprog, og de er til dels heller ikke indbyrdes forståelige.

## Geografi
Øgruppen strækker sig cirka 1.200 kilometer i en sydvestlig retning mellem Kyushu og Taiwan. Den største ø er Okinawa, der ligger cirka 525 kilometer syd for Kyushu og cirka 600 nordøst for Taiwan. Dens geografiske koordinater er 26°10′N 127°32′Ø / 26.167°N 127.533°Ø.
Øgruppen består af cirka 98 øer, hvor de større øer er af vulkansk oprindelse, og tilsammen med de mindre koraløer, har Ryukyuøerne et samlet areal på ca 4.700 km². Administrativt er de delt mellem to præfekturer:

### Kagoshima-præfekturet
omfatter de nordlige Satsunanøer (Satsunan-shotō) med:
- Osumiøerne, Osumi-shotō
- Tokaraøernea, Tokara-shotō
- Amamiøerne, Amami-shotō

### Okinawa-præfekturet
omfatter de sydlige Ryukyuøer (Ryukyu-shotō) med:
- Okinawaøerne – Okinawa-shotō
  - Keramaøerne, Kerama-shotō
  - Daitoøerne, Daitō-rettō

- Sakishimaøerne – Sakishima-shotō
  - Miyakoøerne, Miyako-shotō
  - Yaeyamaøerne, Yaeyama-shotō
  - Senkakuøerne, Senkaku-shotō

Befolkningen udgør omkring 1,7 millioner indbyggere (2005). Befolkningen består hovedsageligt af ryukyuerne og japanere. Klimaet er subtropisk med varme vintre og varme somre, og meget fugtigt hele året rundt. Øer er ofte ramt af tyfoner.

## Historie
Øgruppen har altid været et vigtigt handelscentrum i regionen. Her lå mellem 1300 og 1879 et uafhængigt kongerige, Kongeriget Ryukyu. Riget havde ikke bare kontakter med sine naboer Japan og Kina, men også med, eksempelvis Borneo og Java. Kongeriget beholdt sin uafhængighed ved at betale en tribut (løsesum) til skiftevis Kina og Japan. Riget blev en lydstat under både Kina og Japan. I 1879 annekterede Japan øerne, og de blev til Okinawa-præfekturet. Med sig indførte japanerne et brutalt styresystem med undertrykkelse af den oprindelige kultur.
Under 2. verdenskrig udspillede et af de største og mest betydningsfulde slag i Stillehavskrigen i begyndelsen af 1945 (slaget om Okinawa) sig på øerne. Området blev derefter besat af USA, der administrerede øerne frem til 1972, hvor Japan igen fik herredømme over hele øgruppen. Dog er der fortsat mange amerikanske militærbaser på Okinawa.